# November Rain (林原めぐみの曲)
「November Rain」（ノーヴェンバー レイン）は、早乙女らんま（林原めぐみ）のシングル。1991年1月21日にポニーキャニオンから発売された（PCDG-00026）。
歌手名義は"らんま（早乙女らんま）"または"乱馬的歌劇団"、あるいは"早乙女らんま★林原めぐみ"となっている。

## 概要
アルバム『乱馬的企画音盤II らんま1/2 歌暦』を全12枚のシングルにカットして同時発売した中の1作。全12作中、本作がオリコン最高位を記録した。
表題曲の「November Rain」は、バラード曲となっている。なお、この作品では林原が歌っているが、この他に乱馬的歌劇団が歌ったバージョンがある。
カップリング曲「夢のBalloon」は、アルバム『乱馬的企画音盤 らんま1/2 熱闘歌合戦』からのシングルカット。イメージ作りのため、林原がわざと音痴に歌っている。そのため、音程が合っていながらも無理矢理な言い回しや露骨なズレなどがある。
林原は本作以前に「約束だよ」というシングルを発売しているが、一部のメディアでは「November Rain」が1stシングルとして扱われている。
双方の曲とも、2015年6月17日に発売された林原のベストアルバム『タイムカプセル』に収録されている。

## 収録曲
1. November Rain -Single Version- [4:43]
作詞：乱馬的歌劇団文芸部、作曲・編曲：川井憲次
2. 夢のBalloon -Single Version- [3:14]
作詞：雄鹿美子、作曲・編曲：川井憲次
3. November Rain（オリジナルカラオケ） [4:43]
4. 夢のBalloon（オリジナルカラオケ） [3:15]
5. 呪泉郷端会議録その11 [2:38]
キャスト声優の山口勝平、日髙のり子、高山みなみ、井上喜久子による曲解説